# フランス民主連合
フランス民主連合（フランスみんしゅれんごう、仏: Union pour la Démocratie Française）は、かつて存在したフランスの中道右派政党である。略称はUDF。

## 概説
1978年に、当時フランスの大統領であったヴァレリー・ジスカール・デスタンを支持する選挙連合として発足した。従って、結成時は緩やかな政党連合であったが、次第に単一政党としての性格を強めていくことになる。党名はジスカール・デスタンの著書Démocratie française（『フランスのデモクラシー』）に由来する。2007年にその歴史に幕を下ろし、民主運動と新中道に分裂した。最後の党首フランソワ・バイルが民主運動の創設者であることから、民主運動が後継政党とみなされる。しかし、上院では、いまだ30名の議員がUDFに籍を置いている。
UDFの結成は、非ド・ゴール派の中道右派勢力を糾合することを目的としていた。ジスカール・デスタンは、ジャック・シラク率いるド・ゴール派の支援を取り付けて大統領選挙に勝利を収め、就任後はシラクを首相に任命してド・ゴール派との協力の下に政権を維持してきた。しかし、シラクとの関係が悪化すると、独自の支持基盤を強化する必要に迫られ、自身が党首を務めていた保守政党・共和党を中心として諸政党を結集し、UDFを成立させた。
UDFに参加した政党には、前述の共和党、キリスト教民主主義に立脚する社会民主中道派、左派の離脱により中道ないし中道右派色の強まった急進党の三つの主要政党に加えて、中道左派の社会民主党、展望と現実クラブ（Fédération Nationale des Clubs Perspectives et Réalités, CPR）などの中道諸勢力が挙げられる。このように、元来は異なる政党が連合して形成された政党であったため、右派から中道左派に至る様々な勢力を党内に包含していた。しかし、一般的には非ド・ゴール派、非左翼の中道/中道右派政党として位置づけられ、ミッテラン政権以降議会では長らくド・ゴール主義（ゴーリスト）政党共和国連合（RPR）のジュニア・パートナーの地位にあった。なお、フランスの右派勢力の歴史に関する研究で知られるルネ・レモンによれば、UDFはオルレアニストの伝統を継承する政党とされる。
1998年には、かつての共和党の流れを汲む議員の一部が自由民主党を結成して離党。さらに、ド・ゴール派と非ド・ゴール派の垣根を越えた中道右派勢力の結集を目指して、2002年に国民運動連合（UMP）が結成されると、創設者であるジスカール・デスタンを含む多数の政治家がUMPに移籍した。その結果、UDFはフランソワ・バイルの下に中道色を強め、社会自由主義政党として位置づけられるようになった。さらに、2007年大統領選挙での健闘を受け、バイルは、中道勢力の結集を図るべく民主運動を結成し、UDFの発展的解消を表明した。これに反発したUDF所属議員の多数は、大統領ニコラ・サルコジへの支持を打ち出して新中道を結成。UDFは分裂し、事実上消滅した。

## 歴史

### ジスカール・デスタン政権時代
1974年の大統領選挙に当選したヴァレリー・ジスカール・デスタンは、第五共和制成立以来初めて非ド・ゴール派から選出された大統領であった。ジスカール・デスタンが当選した背景には当時最大政党であったゴーリスト政党、共和国民主連合（UDR）の分裂があった。UDRからはジャック・シャバン・デルマスが大統領候補となっていたが、シャバン・デルマスに反対するジャック・シラクを中心としたUDRの一部はジスカール・デスタン支持に回った。このド・ゴール派の一部からの支持を受けて、ジスカール・デスタンは、第一回投票でシャバン・デルマスを上回り、フランソワ・ミッテランに次ぐ2位の座を確保して決選投票に進出することが可能となった。さらに、右派を結集することに成功したジスカール・デスタンは、決選投票でミッテランを破り当選を果たした。
こうした経緯もあり、ジスカール・デスタンは、選挙後UDRの主導権を握ったシラクを首相に任命した。当時ジスカール・デスタンの支持基盤であった共和党は、定数490の下院で73議席を擁する相対的に小さな勢力でしかなかった。そこで、院内最大勢力であったUDRと連携することで、多数派形成を図った。また、この連携は、自然なものと思われた。ジスカール・デスタン自身、ゴーリスト政党の外にいながらド・ゴール、ポンピドゥーの両政権では与党陣営に与し、9年間にわたって財務・経済閣僚を歴任してきた経験の持ち主であるからだ。
だが、ジスカール・デスタンとシラクの連携は早い時期に破綻をきたすこととなる。「先進自由主義」と「継続の中の変化」を掲げるジスカール・デスタンが、ゴーリスムに基づく従来の政策の転換を図ったことは、両者の関係悪化の一因となった。ド・ゴール派と比べ、ジスカール・デスタンは、社会政策においてより融和的、寛容で穏健な路線を志向した。例えば、1975年にはヴェイユ法を成立させ、妊娠中絶を合法化した。さらに同年、離婚に関する規制を緩和した。経済政策では国家の市場への介入と計画（ディリジスム）を主張するド・ゴール派とは対照的に、統制の廃止、規制緩和や自由化を打ち出し国家の経済への介入を減らして市場をより重視する方針を採った。また、地方分権を推進し、中央政府の近代化と権限の抑制を図った。外交政策においては、欧州統合に懐疑的・消極的であった以前の政権の姿勢を転換し、欧州統合を積極的に推進する立場にコミットした。加えて、従来に比べてアメリカとの協調、西側諸国との連帯を重視する路線を歩んだ。
このような政策上の路線対立や、インフレ率と失業率の上昇への対処に失敗した結果、1976年、シラクは首相を辞任した。これを受けて、ジスカール・デスタンは経済学者であったレイモン・バールを首相に迎えた。一方辞任したシラクは、UDRを改組した上でネオ・ゴーリスト政党共和国連合（RPR）を結成し総裁に就任、この結果、党内での影響力をさらに強める結果となった。シラク率いるRPRは、大統領を支持する与党陣営にとどまるものの、ジスカール・デスタンとバールの施政に批判を強め院内最大勢力であることを利用して政権を揺さぶる戦略を採ることとなる。
ジスカール・デスタン派とシラクらネオ・ゴーリストとの対立はさらに激化し、1978年にはジスカール・デスタンがフランス政界は4つの勢力、すなわちネオ・ゴーリスト、自分の支持者、社会党、共産党に分割されていると発言する状況に至る。これは大統領自ら自分を支持する与党が分裂していることを認める結果となった。このような状況下で右派与党内にRPRに対抗しうる勢力をつくり政権の基盤を強めるべく、非ド・ゴール派を結集して1978年の下院議員選挙を前に創設されたのがフランス民主連合（UDF）である。
しかし、UDFの結成は、期待したほどの効果を生まなかった。まず、結成直後に行われた下院議員選挙で、UDFは最大勢力になれなかった。RPRを含めた右派与党全体では勝利を収め過半数を確保したものの、UDF自体はRPRに及ばず第2政党に甘んじた。また、UDFは諸政党の連合であったため、党内の結束が弱く、UDFに参加した旧政党の名望家政党としての性格を色濃く受け継いだため、広範な層から党員を集め強力な組織を作ることも困難であった。結局、UDFを大統領を支えRPRに対抗する強力な政党に発展させる企ては、不首尾に終わることとなった。このことから、RPRを率いるシラクは、ジスカール・デスタンに対し有利な立場にたち、さらに政権に揺さぶりをかけることになる。
かくして選挙後には、両者の関係は抜き差しならぬところまで悪化し、分裂状態はジスカール・デスタンの任期中続いた。シラクは政権の親欧州統合、市場重視の政策を公然と批判し、1978年12月に出したコシャン宣言（Appel de Cochin）ではUDFを「外国の政党」と呼びさえした。1981年の大統領選挙で、シラクは遂にジスカール・デスタンに反旗を翻して立候補を表明する。シラクは第1回投票で敗退したものの、ジスカール・デスタンは、決選投票でフランソワ・ミッテランに破れ、再選に失敗した。続く下院議員選挙でも右派は敗退し、ジスカール・デスタン政権期の右派の分裂が一因となって、右派は完全に政権を失う結果となった。

### 1980年代
1981年の選挙の後、UDFとRPRの両党は和解し、共闘関係の構築を図る。両党の接近の背景には、RPRの政策転換、従来のゴーリスムに基づくドクトリンの放棄があった。RPRは、欧州統合問題と市場重視の経済政策に関して、UDFと近い立場に立つようになり、両者の政策的な距離は縮小したのである。
1984年の欧州議会選挙において、UDFとRPRは同一の候補者リストを作成し選挙に臨んだ。しかし共闘関係の一方で、RPRの総裁であるジャック・シラクと、UDFの事実上のリーダーであったレイモン・バールは、右派陣営のリーダーシップと主導権を巡って競うことになる。
1986年の下院議員選挙では、UDFとRPRなどからなる右派陣営が勝利を収め、大統領と異なる陣営が議会の多数派となる事態が生じた。当時の大統領フランソワ・ミッテランは、右派のリーダーであるシラクとバールのいずれかを首相に任命することで事態の収拾を図った（コアビタシオン）。 これに対して、UDFのバールは拒否の姿勢を示し、ミッテランが辞任しない限り新しい議会の多数派は政権に就くべきではないと主張した。他方、シラクは、コアビタシオンを受け入れ、ミッテランにより首相に任命される。この過程で、UDFの内にはフランソワ・レオタール率いる共和党などのようにバールの強硬姿勢に反発し、シラクを支持する者も現れた。結局、UDFはシラク内閣を支持することに決め、数名の閣僚を送り込んだ。
1980年代のUDFを率いてきたバールであったが、1986年の選挙後の経緯を見ても明らかなように、UDFを纏め強化することには成功しなかった。このことが如実に現れたのは、1988年の大統領選挙であった。バールは、この選挙におけるUDFの候補者であったが、UDF所属議員の一致した支持を取り付けられなかった。UDFの一部は、同じ右派の候補であるシラク陣営に流れ、創設者のジスカール・デスタンも、バールとシラクのどちらを支持するのか公式にははっきりと明らかにせず、日和見的な態度をとった。バールは、第一回投票で3位に終わり、決選投票ではシラクを支持して、自分の支持者にもシラクへの投票を呼びかけた。それにもかかわらず、決選投票でシラクは現職のミッテランに敗れ、続く下院議員選挙でも左派に多数派を奪回された。
その後、首相に就任したのは社会党のミシェル・ロカールであったが、彼は中道派及び中道右派にも内閣への参加を呼びかけ、閣僚ポストの門戸を開いた。UDFの一部は、中道志向の強い者を中心にこれに呼応し、4人がロカール内閣に入閣した。さらにUDFの別の一部は、中道連合と称する院内会派を結成し、議案に応じて、右派と投票行動を共にすることもあれば、社会党に賛同することもあるという是々非々の態度をとった。
このようにバールの下で、UDFは分裂傾向を強め、彼のリーダーシップは失敗に終わった。その理由の1つとして、UDFを構成する政党間の路線の違いが改善されず、結成以前の各政党の立場が、結成後も保存されたことが挙げられる。構成政党の中で最大の勢力を誇る共和党は、自由主義的な保守派とも言える立場にあった。このため、RPRとの右派連合を推進する立場にあり、シラク内閣では一連の経済政策を遂行する上で大きな役割を果たした。他方、もう1つの大勢力である社会民主中道派（CDS）は、社会自由主義の傾向も有しており、より中道志向でメンバーの中にはロカール内閣に参加した者もいた。この共和党を軸とした保守派グループとCDSを軸とした中道派グループの路線の違いは、後々まで大きな影を落とすことになる。
ところでバールの失敗はジスカール・デスタンを利した。1988年に、ジスカール・デスタンはUDFの党首となり、名実共にリーダーの地位に返り咲いた。しかし一方で、UDFだけでなくRPRを含めた右派陣営では、「革新者」と呼ばれる新しい世代が台頭しつつあり、ジスカール・デスタンやバール、シラクといった既存の指導者に挑戦を挑んだ。彼らは1988年の右派の敗北は既存のリーダーの責任であると主張し、世代交代を訴えたのだ。

### 1990年代
1991年にミシェル・ロカールが首相を辞任すると、UDFの閣僚達は政権を去った。この結果、UDFは再び団結してRPRと共に、社会党政権に対峙した。
この頃、社会党政権は、経済危機やスキャンダルさらに内紛により弱体化していた。1993年の下院議員選挙では、RPRとUDFからなる右派連合「フランスのための連合」が大勝を収め、再び多数派の地位に返り咲いた。選挙後、RPRのエドゥアール・バラデュールが首相に任命されたが、バラデュール内閣では、22の首相を除く閣僚ポストのうち10ポストにUDFの政治家が起用された。
1995年には、右派陣営が、政党の枠を超えて分裂することになる。この年の大統領選挙には、RPRからシラクとバラデュールの2名が立候補し、右派陣営はシラク派とバラデュール派に二分された。UDFの大半の議員はバラデュール内閣の閣僚を中心にバラデュールを支持したが、ジスカール・デスタンを含む一部はシラクを支持した。UDFのシラク支持派には、アラン・マドランや展望と現実クラブが含まれる。大統領選挙でシラクが勝利し、シラク政権が誕生、アラン・ジュペが首相に任命されると、バラデュール支持派は冷遇された。
しかし、UDFはRPRへの協力を続け、マドランが経済・財政相に就任するなどシラク支持派を中心に11人が入閣を果たす。1996年には、ジスカール・デスタンが党首を退き、かつての「革新者」フランソワ・レオタールが後任となった。

### 危機と新しいUDF
1997年の下院議員選挙で右派が敗退したことをきっかけに、UDFは重大な危機に陥った。まず、党内の中道派が、勢力の結集を図り、CDSと社会民主党を中心にフランソワ・バイルをリーダーとして民主勢力（Force Démocrate, FD）を結成した。他方、リベラル-保守派も1995年以来のシラク派、バラデュール派の対立の解消に努め、展望と現実クラブの後継政党フランス民主国民党（Parti populaire pour la démocratie française, PPDF）からジャン＝ピエール・ラファランら一部議員が共和党に合流して、自由民主党（Démocratie Libérale, DL）が誕生した。
DLは、UDFに留まりながらも自律性を高める戦略を採るが、やがてFDとの路線の違いは明白になる。1998年、DLの大半の議員はUDFを離党し、独立した。直接のきっかけとなったのは、UDFから当選した4人の地域圏評議会の議長が、極右政党国民戦線から支援を受けていたことへの対処を巡る問題であった。中道派は彼らの除名を主張したが、DL側は除名に関しては躊躇しこれを拒否したのである。この分裂と地方選挙での敗北の責任を取って、フランソワ・レオタールは党首を辞任した。ところで、リベラル-保守派の中でUDFからの離党を拒んだレオタールら一部議員は、独立共和自由派（Pôle républicain indépendant et libéral, PRIL）を結成して、UDFに残留した。
DLの離党後、FDとPRILが合併してUDFが改めて単一政党として発足した。少数の議員から構成される急進党とPPDFが、新党内で自律的な団体として残留したため、完全な単一政党とはならなかったが、二大勢力の合併で、UDFは、結成20年にしてようやく単一政党としての道を歩み始めた。前年のDLの分派で中道派が優勢となったため、当然の帰結としてバイルが新しいUDFの党首に就任した。バイルは、この後、UDFの独立した中道政党への転換を試みる。
2002年の大統領選挙では、バイル自らが立候補するも、UDFの一部は、現職のシラク支持に回り、また第一回投票での得票率も6.8%と振るわなかった。選挙後、6月の下院議員選挙に向けて中道右派を結集して統一保守党を設立する計画が動き始める。まず、大統領多数派連合のラヴェルの下に選挙連合を形成し、11月には国民運動連合（Union pour un Mouvement Populaire, UMP）として計画は結実した。バイルは、この統一右派政党への参加を拒否したが、UDFの多くの議員はUMPの結成に参加した。中でも急進党やPPDFは、政党ごとUMPに移り、さらに、参加者の中には、旧PRIL出身者などリベラル-保守派だけではなく、フィリップ・ドスト・ブラジら旧FD出身議員も相当数含まれており、バイルはやや孤立した形になった。
こうした経緯を経たにもかかわらず、UDFは、選挙後発足したラファラン内閣を支持し、閣僚を送り込んだ。だがUDFは、次第に政権に批判的になり、2004年には閣外協力に転じて、ジル・ド・ロビアンを除いてUDF出身の閣僚は辞任する。その一方で、UDFは、UMPとの協力関係自体は維持して、多数派に留まり、左派政党からなる野党には転じなかった。この年、UDFは、イタリアの政党マルゲリータと共に新しい欧州規模の政党、欧州民主党を設立した。これは、従来キリスト教民主主義を代表してきた欧州人民党に飽き足らない中道派、及び中道志向のキリスト教民主主義者のための政党を意図したものであった。これは一方で、1998年から2002年にかけて党内の保守派、キリスト教民主主義者の大半が離党した結果、UDFは社会自由主義の傾向を持った中道政党へと変化したことを示している。
しかし、政策に関して党内の同質性は高まったものの、今度は他の政党、とりわけUMPとの距離のとり方に関する対立が生起することとなった。党首のバイルが、UMPからは距離を置いた独立した中道政党を志向する一方、ロビアンは、UMPとの強いつながりと連携を主張した。議員の間ではロビアンの主張するUMPとの協力路線への支持が優勢であった。これはUDFの議員が、UMPとの選挙協力を背景に当選を果たしてきていることに由来する。対してバイルの独立路線は、一般党員や支持者の間で強く選好された。世論調査によれば、2006年のリヨン市会議員選挙でUDFに投票した91%の有権者が独立路線を支持した。これは、UDFが、保守政党（UMP）と社会民主主義政党（社会党）との間でバランスを図る社会自由主義政党に脱皮することへの期待を背景としている。

### 分裂と民主運動の結成
2006年5月16日、党首フランソワ・バイルとUDFに所属する他の10人の下院議員は、野党社会党により提出されたドミニク・ド・ヴィルパン内閣への退陣勧告の動議に対し、賛成に回った。この動議は、いわゆるクリアストリーム事件の発覚に伴い提出されたものである。この動議は多数派を構成するUMPの反対で通過しなかったが、この後、バイルと動議に賛成したUDF議員はメディアによって野党に分類されるようになる。しかし、バイル自身は、与党でも野党でもないという立場に立ってメディアによる分類に抗議したため、メディアの側でも、バイルらを第3勢力として扱うようになった。
2007年、バイルは再び大統領選挙に立候補する。この選挙では、UMPのニコラ・サルコジと社会党のセゴレーヌ・ロワイヤルが華々しい対立を繰り広げるが、両者のいずれにも与しない第3極を主張するバイルはその穏健で安定した姿勢が一定の支持を受ける。サルコジ、ロワイヤルの両候補に飽き足らない中間層を取り込んだバイルは、一時「三つ巴の戦い」と評される状況を作り、第一回投票でも18.57%の票を獲得して大健闘を見せた。自ら推進した中道路線が選挙において成果を挙げたことを受けて、バイルは既に一定の歴史とイメージを持つUDFを解消して新しい中道政党を創設し、中道勢力の結集をもくろむことになる。4月、下院議員選挙を前に、バイルは、新党民主運動の結成を提案する。だがこの提案は、UDF所属議員からは強い反発を受け、UDFを再度分裂に導くことになる。5月10日に民主運動は発足するが、大半の議員は、これに参加せず、UDFを離党して新中道（別名・欧州社会自由党）を結成、さらに大統領ニコラ・サルコジに対する支持を表明した。6月の下院議員選挙で、民主運動は3議席しか獲得できず、22議席獲得した新中道と明暗が分かれる。しかし得票率では、民主運動が7.6%獲得したのに対し、新中道の得票率は2.4%に留まった。同年11月30日にUDFは事実上解散し、バイル率いる民主運動が後継政党となった。なお、上院において30名の議員がUDFに籍を置いているため、UDFは公式にはまだ存続している。しかし、上院の改選等により、2010年までに消滅する予定である。

## 前身の主要政党

### 共和党
共和党（きょうわとう）は、1962年に発足した独立共和派（正式名称・独立共和主義者全国連盟）を中心とし、中小の政党を吸収して1977年に誕生した政党である。掲げる政策はド・ゴール派に比べて融和的で、内政的には社会保障の充実や自由経済の推進、外交的には対ヨーロッパ協調・対米協調を基調とする。かつて所属したUDF内部の諸政党の中ではもっとも急進自由主義的であり、第1次コアビタシオンの時には、
ジャック・シラク首相が国防相に推薦したフランソワ・レオタール共和党党首がフランソワ・ミッテラン大統領に拒否され、格下の文化相に変更させられた事もあった。

### 社会民主中道派
社会民主中道派（しゃかいみんしゅちゅうどうは）は、1966年に誕生した民主中道派と1969年に誕生した民主進歩中道派が1976年に合併して誕生した政党である。党名から社会民主主義政党を連想するがそうではなく、むしろキリスト教民主主義に近い。

### 急進党
正式名称は共和主義急進派・急進社会党。急進社会党ともよばれる。1901年にジョルジュ・クレマンソーによって結党された中道政党である。第三共和政下では中心的な政党として君臨した。戦後の第四共和政下では勢力が著しく後退し、さらに第五共和政下で左右両派への二極化が進むと、急進党内部でも左右両派の対立が激化、1971年に左派が急進党を離党した。